# Psidium brevifolium
Psidium brevifolium là một loài thực vật có hoa trong Họ Đào kim nương. Loài này được Alain miêu tả khoa học đầu tiên năm 1976.